# Njissé
Njissé est un quartier de la ville de Foumban situé dans le département du Noun de la Région de l'Ouest Cameroun'. 

## Géographie
Njinka est délimité par le quartier administratif et le quartier artisanal'.

## Institutions
Njinka renferme plusieurs institutions, des écoles, lycées, collèges et un stade municipal. On peut citer entre autres :
- l'hôpital protestant de Njissé,
- l'école protestante de Njissé
- le stade municipal de Njissé[5]